# Duits voetbalkampioenschap 1954/55
Het seizoen 1954/55 was het 46e seizoen om het Duitse voetbalkampioenschap ingericht door de DFB.
Dit jaar namen er negen clubs deel aan de eindronde. Vier clubs speelden eerst in twee kwalificatieronden om drie startplaatsen voor de groepswedstrijden. De acht gekwalificeerde teams voor deze groepswedstrijden speelden in twee groepen van vier clubs een volledige competitie. De beide winnaars speelden de finalewedstrijd op 26 juni 1955 in Hannover.

## Eindronde

### Eerste kwalificatieronde
De wedstrijden werd gespeeld op 4 mei en 5 mei (replay) 1955.
| winnaar              | uitslag           | verliezer          |
| -------------------- | ----------------- | ------------------ |
| SV Sodingen          | 3-0               | SSV Reutlingen 05  |
| TuS Bremerhaven 1893 | 3-3 nv 3-2 replay | VfR Wormatia Worms |

beide winnaars naar groepswedstrijden

### Tweede kwalificatieronde
De wedstrijd werd gespeeld op 8 mei 1955.
| winnaar            | uitslag | verliezer      |
| ------------------ | ------- | -------------- |
| VfR Wormatia Worms | 2-1     | SVV Reutlingen |

winnaar naar groepswedstrijden

### Groep 1
| datum | thuisclub            | uitslag | uitclub              |
| ----- | -------------------- | ------- | -------------------- |
| 15-05 | Hamburger SV         | 1-0     | SV Sodingen          |
| 15-05 | BFC Viktoria 1889    | 1-2     | 1. FC Kaiserslautern |
| 19-05 | 1. FC Kaiserslautern | 2-2     | Hamburger SV         |
| 19-05 | SV Sodingen          | 5-1     | BFC Viktoria 1889    |
| 22-05 | Hamburger SV         | 1-0     | BFC Viktoria 1889    |
| 22-05 | SV Sodingen          | 2-2     | 1. FC Kaiserslautern |
| 30-06 | 1. FC Kaiserslautern | 2-2     | SV Sodingen          |
| 30-06 | BFC Viktoria 1889    | 0-2     | Hamburger SV         |
| 05-06 | Hamburger SV         | 1-2     | 1. FC Kaiserslautern |
| 05-06 | BFC Viktoria 1889    | 2-3     | SV Sodingen          |
| 11-06 | 1. FC Kaiserslautern | 10-0    | BFC Viktoria 1889    |
| 11-06 | SV Sodingen          | 1-1     | Hamburger SV         |

| Plaats | Club                 | Wed. | W | G | V | Saldo | Ptn. |
| ------ | -------------------- | ---- | - | - | - | ----- | ---- |
| 1.     | 1. FC Kaiserslautern | 6    | 3 | 3 | 0 | 20:08 | 9:03 |
| 2.     | Hamburger SV         | 6    | 3 | 2 | 1 | 08:05 | 8:04 |
| 3.     | SV Sodingen          | 6    | 2 | 3 | 1 | 13:09 | 7:05 |
| 4.     | BFC Viktoria 1889    | 6    | 0 | 0 | 6 | 04:23 | 0:12 |

|  | Geplaatst voor finale |

### Groep 2
| datum | thuisclub            | uitslag | uitclub              |
| ----- | -------------------- | ------- | -------------------- |
| 15-05 | Rot-Weiss Essen      | 4-0     | TuS Bremerhaven 1893 |
| 15-05 | VfR Wormatia Worms   | 1-0     | Kickers Offenbach    |
| 19-05 | TuS Bremerhaven 1893 | 1-0     | VfR Wormatia Worms   |
| 19-05 | Kickers Offenbach    | 1-3     | Rot-Weiss Essen      |
| 22-05 | Rot-Weiss Essen      | 1-1     | VfR Wormatia Worms   |
| 22-05 | TuS Bremerhaven 1893 | 2-0     | Kickers Offenbach    |
| 30-06 | Kickers Offenbach    | 4-0     | TuS Bremerhaven 1893 |
| 30-06 | VfR Wormatia Worms   | 1-3     | Rot-Weiss Essen      |
| 05-06 | Rot-Weiss Essen      | 4-1     | Kickers Offenbach    |
| 05-06 | VfR Wormatia Worms   | 1-1     | TuS Bremerhaven 1893 |
| 11-06 | TuS Bremerhaven 1893 | 1-1     | Rot-Weiss Essen      |
| 11-06 | Kickers Offenbach    | 5-2     | VfR Wormatia Worms   |

| Plaats | Club               | Wed. | W | G | V | Saldo | Ptn. |
| ------ | ------------------ | ---- | - | - | - | ----- | ---- |
| 1.     | Rot-Weiss Essen    | 6    | 4 | 2 | 0 | 16:05 | 10:2 |
| 2.     | TuS Bremerhaven 93 | 6    | 2 | 2 | 2 | 05:10 | 06:6 |
| 3.     | Kickers Offenbach  | 6    | 2 | 0 | 4 | 11:12 | 04:8 |
| 4.     | VfR Wormatia Worms | 6    | 1 | 2 | 3 | 06:11 | 04:8 |

|}

### Finale
|              |                                                  |       |                                               |                                                                                    |
| 26 juni 1955 | Rot-Weiss Essen                                  | 4 – 3 | 1. FC Kaiserslautern                          | Niedersachsenstadion, Hannover Toeschouwers: 76.000 Scheidsrechter: Albert Meißner |
| 26 juni 1955 | Franz Islacker 18', 43', 85' Johannes Röhrig 27' |       | 11' (56) Willi Wenzel 72' (pen) Werner Baßler | Niedersachsenstadion, Hannover Toeschouwers: 76.000 Scheidsrechter: Albert Meißner |

Rot-Weiss Essen werd voor de eerste keer Duits landskampioen.
Als Duits kampioen mocht Rot-Weiss Essen deelnemen aan de eerste editie van de Europacup I (seizoen 1955/56).
Als kampioen van Saarland nam ook 1. FC Saarbrücken aan de Europacup I 1955/56 deel.
Aan het eveneens in 1955 van start gegaan Jaarbeursstedenbekertoernooi (editie 1955/58) namen de samengestelde selecties Frankfurt XI en Keulen XI deel.